# Philippe Vandooren
Pour les articles homonymes, voir Van Dooren.
Philippe Vandooren, né le 23 mai 1935 à Uccle (région de Bruxelles-Capitale) et mort le 17 juillet 2000, est un écrivain, journaliste, illustrateur, scénariste et éditeur belge.

## Biographie
Philippe Vandooren naît le 23 mai 1935 à Uccle, une commune bruxelloise. Admirateur de la série Little Nemo in Slumberland de Winsor McCay, il crée la série onirique Nic pour son beau-frère le dessinateur Hermann dans Spirou en 1980. La série compte trois albums publiés aux éditions Dupuis de 1981 à 1983. 
Il collabore notamment à Spirou (dont il est rédacteur en chef de 1982 à 1987) et Moustique. Il est également éditeur chez Marabout et directeur des éditions Dupuis. En tant qu'auteur, il publie de nombreux romans policiers, fantastiques, sentimentaux et de science-fiction sous différents pseudonymes : Philippe-André Novo, Anne Rodov (anagrammes de son nom), Morphée et Le Follet.
Pendant qu'il est éditeur à Marabout, il aurait prêté main-forte à plusieurs auteurs de la maison, et il aurait ainsi écrit une trentaine de Bob Morane, dont le fameux Cycle d'Ananké,. En 1988, il fonde le label Aire libre.
En mars 2000, la maladie l’oblige à prendre une retraite qu’il juge prématurée,. 
Philippe Vandooren meurt le 17 juillet 2000, à l'âge de 65 ans.

## Publications

### Ouvrages
- Comment on devient créateur de bandes dessinées, Franquin et Gillain répondent aux questions de Philippe Vandooren, collection « Réussir », Marabout, 1969
- Franquin, Jijé : créateurs de bande dessinée[9], entretiens avec Philippe Vandooren, Niffle, 2001  (ISBN 978-2873930233)

### Roman sous le pseudonyme Philippe A. Novo
- Christian Rossi (ill.), Faut pas croire tout ce qu'on raconte, Grenoble, Glénat, coll. « Train d'enfer », 1980 (ISBN 9782723401531 et 2723401537)

### Romans sous le pseudonyme Anne Rodov
- La Rage au cœur, Paris, Plon, coll. « Cristal », 1981 (ISBN 9782259007030 et 2259007031)
- Envers et contre tous, Paris, Plon, coll. « Cristal », 1981 (ISBN 9782259007658 et 2259007651)

### Nic
- 1. Hé, Nic ! Tu rêves[10],[11] ?, Dupuis, Marcinelle, 1981
Scénario : Morphée - Dessin : Hermann - Couleurs : Vittorio Leonardo - (ISBN 2-8001-0787-1)
- 2. Bonne nuit, Nic, Dupuis, Marcinelle, 1982
Scénario : Morphée - Dessin : Hermann - Couleurs : Vittorio Leonardo - (ISBN 2-8001-0950-5)
- 3. Ça, c'est Filarmo, Nic, Dupuis, Marcinelle, 1983
Scénario : Morphée - Dessin : Hermann - Couleurs : Vittorio Leonardo - (ISBN 2-8001-0978-5)
- Int. Nic, Hématine, Bruxelles, 1 juin 2014
Scénario : Morphée - Dessin : Hermann - Couleurs : Vittorio Leonardo -  (ISBN 978-2-9601229-1-6)

## Postérité

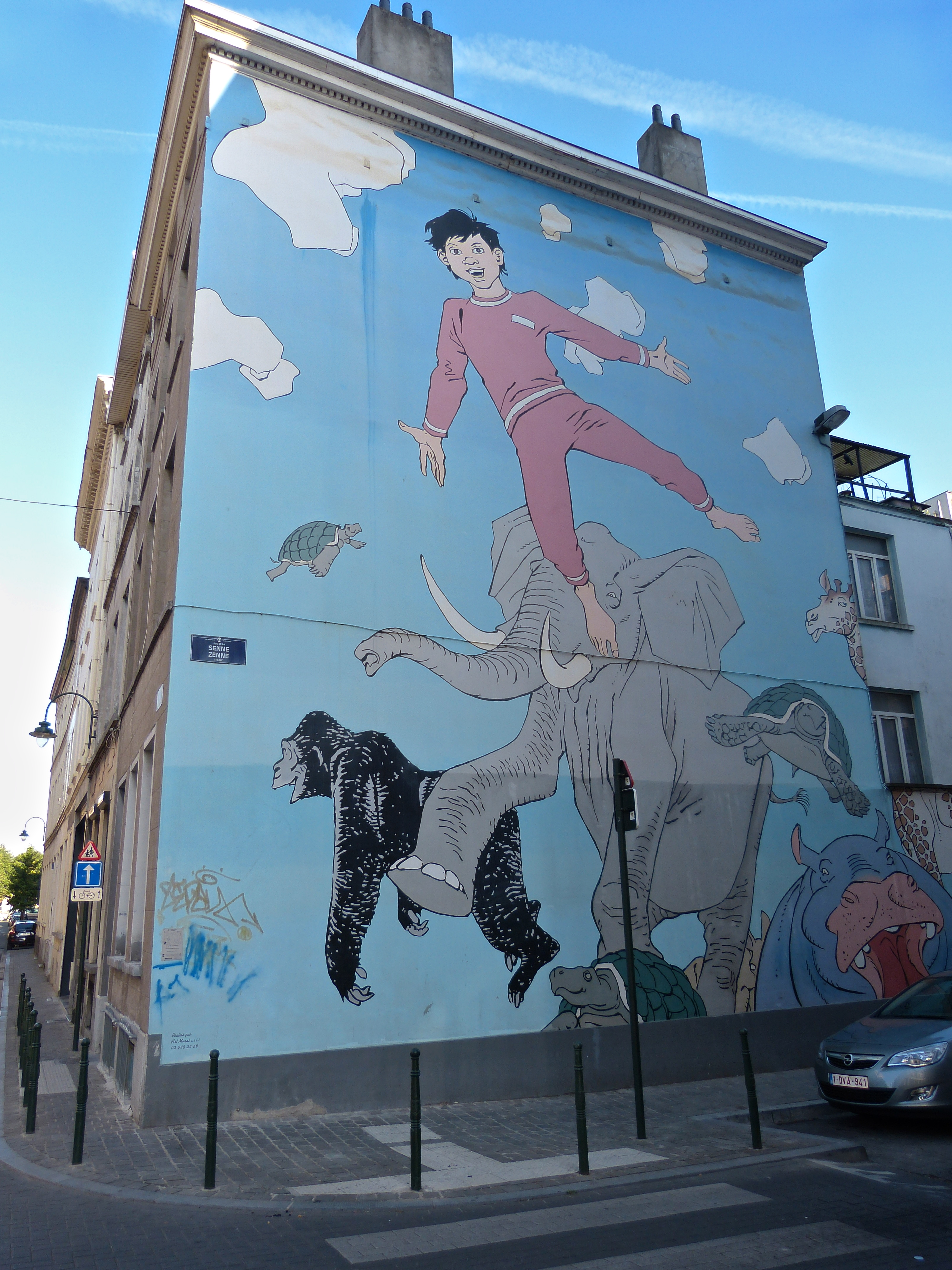
Fresque murale Nic à Bruxelles

En octobre 1999, le parcours BD de Bruxelles s'enrichit d'une nouvelle fresque murale située Rue des Fabriques 40, intitulée Les Rêves de Nic, réalisée par Art mural, elle couvre une superficie de 160 m2.

#### Livres
: document utilisé comme source pour la rédaction de cet article.
- François Ayrolles, « Philippe Vandooren tourne une page », dans Moments clés du journal de Spirou 1937-1985, Marcinelle, Dupuis, coll. « Patrimoine », 2 mars 2018, 312 p., ill. ; 20,8 cm (ISBN 9782800171142 et 2800171146, OCLC 1034784873, présentation en ligne), p. 291-292.
- Christian Rossi, Chevauchées, Éditions i, coll. « Sketchbook », 30 mars 2022, 200 p., ill. (ISBN 9782376500193 et 2376500192, présentation en ligne), p. 33. ,lire sur Google Livres.

#### Périodiques
- Thierry Groensteen, Entretien avec Philippe Vandooren dans Les Cahiers de la bande dessinée no 60, Grenoble, Glénat, novembre-décembre 1984, p. 44-47.
- Hugues Dayez, « Les aventures d'un journal : La photo historique de 6 rédacteurs en chef », Spirou, Dupuis, no 3826,‎ 10 août 2011, p. 29 (ISSN 0771-8071).